# Compositie voor een tuin
Compositie voor een tuin is een artistiek kunstwerk geplaatst in het Siegerpark, Riekerpolder, Amsterdam Nieuw-West.
Het beeld van Shamaï Haber maakt sinds 1998 deel uit van de beeldentuin van genoemd park. Anders dan de andere beelden die opvallend langs de paden staan, staat Compositie voor een tuin in de struiken. Het zijn gestapelde brokken graniet, zonder een herkenbare vorm (abstract). De kunstenaar meldde dat het beeld eigenlijk “niets voorstelt” anders dan een beeld in de tuin. Het enige dat volgens de kunstenaar wel telde was de manier waarop de brokken gerangschikt zijn. Er is daarbij slechts één goede oplossing. Het beeld zou geïnspireerd zijn op Israël/Palestina; het beeld werd vermoedelijk in Parijs gemaakt. Het beeld gaat langzaam op in de beplanting van het park; het wordt overwoekerd door scheuten van een plataan en oeverriet.
Origineel was Compositie voor een tuin voor een solotentoonstelling in het Stedelijk Museum Amsterdam in 1960; hij had net de Bourdelle-prijs ontvangen. Willem Sandberg vond echter La grande porte mooier en ruilde met de kunstenaar. Het kreeg de Compositie in bruikleen en rond 1975 schonk de kunstenaar het werk alsnog aan het museum. Het belandde echter in het depot, waarbij er in 1998 een plek vrijkwam als onderdeel van de beeldentuin in het Siegerpark.   
In 1965 werkte Haber mee aan de beeldententoonstelling in het Vondelpark, georganiseerd door Sandberg. Dat beeld Cascade Vondelpark is nooit van haar plaats gekomen (gegevens 2023).